# E14 (U-Boot)
Die HMS E14 war ein U-Boot der E-Klasse der britischen Royal Navy, das sich 1915 während des Dardanellen-Feldzuges besonders auszeichnete.  Zwei ihrer Kommandanten erhielten das Victoria-Kreuz und viele ihrer Offiziere und Mannschaften wurden ausgezeichnet.  E14 wurde  am 28. Januar 1918 durch Granatfeuer von Küstenbatterien in den Dardanellen versenkt.

## Technische Daten
E14 war – wie alle Boote ihrer Klasse – 55 m lang und 4,6 m breit und wurde von zwei Vickers-Achtzylinder-Zweitakt-Dieselmotoren mit 800 PS (600 kW) oder zwei Elektromotoren mit 420 PS (310 kW) angetrieben. Das U-Boot hatte eine maximale Überwassergeschwindigkeit von 16 Knoten (30 km/h) und eine maximale Unterwassergeschwindigkeit von 10 Knoten (19 km/h). Es konnte 51 Tonnen Dieselkraftstoff fassen und hatte damit eine Reichweite von 2.829 Seemeilen bei Fahrten mit 10 Knoten. E14 konnte im Regelfall fünf Stunden lang unter Wasser bei einer Geschwindigkeit von 5 Knoten (9,3 km/h) tauchen.
E14 hatte zunächst kein Deckgeschütz, wurde aber später in Malta mit einem 57 mm Schnellfeuergeschütz ausgerüstet. E14 hatte fünf 18-Zoll-Torpedorohre (450 mm), zwei im Bug, eines auf jeder Seite mittschiffs und eines im Heck; insgesamt konnten 10 Torpedos mitgeführt werden. Das U-Boot hatte 31 Mann Besatzung, davon 3 Offiziere.

## Feindfahrten
E14 wurde bekannt, als es während des Dardanellen-Feldzuges dreimal erfolgreich unter dem dreifachen Minengürtel der Dardanellen hindurch tauchte, das Marmarameer erreichte und dort feindliche Schiffe beschädigte oder versenkte.
Unter seinem Kommandanten Edward Courtney Boyle gelang am 27. April 1915 die erste Tauchfahrt durch die verminten Dardanellen. Als E14 bei Çanakkale auftauchte, geriet sie in das Feuer türkischer Festungsgeschütze. Der Versuch, ein türkisches Torpedoboot zu torpedieren, musste wegen des gegnerischen Feuers abgebrochen werden. Eines der Periskope wurde beschädigt.
Am 1. Mai versenkte E14 das türkische Kanonenboot Nurel Bahr und beschädigte bei einem Torpedoangriff den Minenleger Peik I Shevket.
Am 3. Mai 1915 gelang es E14, das türkische Passagierschiff Gul Djemal, das als Truppentransporter eingesetzt war, zu torpedieren und schwer zu beschädigen. Gul Djemal sank nicht, sondern wurde zur Reparatur nach Istanbul geschleppt. Erst nach zwei Jahren, gegen Ende des Krieges, konnte das Schiff wieder als Truppentransporter verwendet werden.
Nach glücklicher Rückkehr, bei der wieder die Minengürtel der Dardanellen unterfahren werden mussten, wurde der Kommandant mit dem Victoria-Kreuz ausgezeichnet.  Seine beiden Offiziere erhielten das Distinguished Service Cross und alle anderen Besatzungsmitglieder die Distinguished Service Medal.

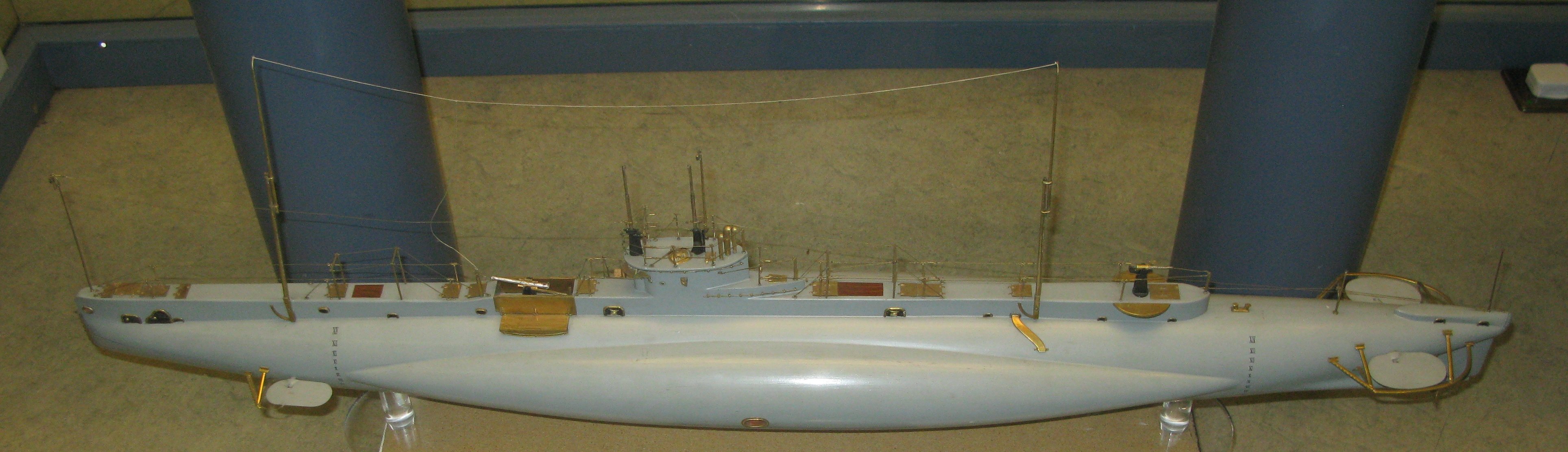
Modell eines E-Klasse U-Bootes

Am 10. August 1916 übernahm Geoffrey Saxton White das Kommando von E14. Er führte das U-Boot erfolgreich bis zu den schicksalhaften Ereignissen im Januar 1918:  Am 27. Januar 1918 verließ E14 den Hafen von Moudros auf der griechischen Insel Limnos mit dem Auftrag, wieder durch die Dardanellen zu tauchen, den großen Kreuzer Goeben zu finden und zu versenken. Es war bekannt, dass die Goeben, nach ihrem Auslaufen aus den Dardanellen und dem Gefecht bei Imbros in einem Minenfeld durch drei Minentreffer schwer beschädigt, in die Dardanellen zurück geflüchtet und auf Grund gesetzt worden war. Die Briten vermuteten, dass sie bei Nara Burnu nördlich von Çanakkale läge.
E14 bezwang die Dardanellen erfolgreich, fand aber die Goeben nicht und leitete die Rückfahrt durch die Dardanellen ein. Am 28. Januar 1918 um 08:45 Uhr versuchte E14 ein unbekanntes Schiff zu torpedieren. 11 Sekunden nach Abschuss des Torpedos kam es zu einer schweren Explosion unbekannter Ursache, die E14 stark beschädigte. Das Boot leckte stark. Ein Versuch aufzutauchen scheiterte im Feuer der umliegenden Festungsgeschütze.
Als die Luft im U-Boot fast vollständig verbraucht war, wagte Kommandant White aufzutauchen und E14 wurde sofort wieder von beiden Ufern unter starkes Feuer genommen. Nach 30 Minuten war das U-Boot so stark beschädigt, dass White beschloss, es am Ufer auf Grund zu setzen und die Besatzung zu evakuieren. Das feindliche Feuer auf das Boot hielt an; nur neun Mann der Besatzung überlebten und gerieten in Gefangenschaft.  Kommandant White blieb an Bord und wurde nach Zeugenaussagen durch einen Granattreffer getötet. Sein Leichnam wurde nie gefunden. Dem Kommandanten wurde posthum das Victoria-Kreuz verliehen.
Das Wrack von E14 liegt heute noch bei Kumkale in 20 Meter Tiefe, fast vollständig mit Sand bedeckt.